# Kakao娛樂
Kakao娛樂（韓語：주식회사 카카오엔터테인먼트，對外以為名），是跨足娛樂、大眾傳媒和出版的韓國公司，成立於2021年。Kakao娛樂是Kakao的子公司，它是由原先Kakao旗下兩家子公司KakaoPage及Kakao M合併所成立。

## 公司歷史

### KakaoPage
Podotree公司成立於2010年7月20日。作為Kakao子公司，其於成立三年後推出“KakaoPage”服務。2018年8月1日，Podotree正式更名為KakaoPage公司。

### Kakao M
首爾唱片公司於1978年10月由語言教育公司YBM創辦人閔英彬成立。2005年，首爾唱片被SK Telecom收購，並於三年後更名為LOEN娛樂公司。其後，公司被出售給Star投資控股公司（Affinity私募企業的子公司）。
2016年1月，LOEN娛樂被Kakao收購，並於2017年12月更名為Kakao M公司。
2020年10月，Kakao M透過成立“Kakao M Asia (Private) Co., Ltd.”（現為Kakao Entertainment Asia Co., Ltd.）的泰國子公司來擴展亞洲市場。

### 後合併時期（2021年至今）
2020年10月，KakaoPage提議與Kakao M合併為一家公司。這件合併案被視為母公司針對美國企業Google，對其App市場的新用戶政策所採取之行動，因為Google的新政策，有可能影響到Kakao M旗下市占率正在成長的OTT服務KakaoTV。
兩家公司均於2021年1月25日宣布合併計劃和時程表，亦公布經研議合併後之公司名稱Kakao娛樂公司。根據合併計畫，此次合併案之整併方式為存續合併，KakaoPage為存續主體。
此次合併案於2021年3月1日完成，並於一天後正式成立Kakao娛樂。
2021年7月15日，Kakao娛樂宣布將與Melon合併，預計於同年9月完成合併。
2023年3月28日，母公司Kakao公開收購SM娛樂股份結果，母公司Kakao與Kakao娛樂透過此次收購分別獲得494萬6821股約SM 20.76%股份與455萬4220股約SM 19.11%股份，總計獲得39.87%股份，成為SM娛樂最大股東，並將取得SM娛樂經營權。
2024年10月24日，Kakao娛樂宣布與网易云音乐達成全新版權合作。
2025年2月5日，Beyond Music已確定收購旗下子公司IST娛樂的100%股份。
2025年2月21日，公司於2021年收購的全資子公司3Y CORPORATION出售50.07%股份給Nova娛樂，變為Nova娛樂的子公司。同年5月29日，ATU Partners收購了公司持有的49.93%剩餘股份和Nova娛樂的部分股份，成為3Y CORPORATION的第一大股東。

## 事業部門

### Media娛樂部門
原Kakao M，負責電視劇、電影、綜藝節目等內容的製作和流通。核心人物包括張世貞（影像內容事業本部長）、申宗秀（Kakao TV事業本部長）、金美妍（1theK Media本部長）、李載松（影像平台IP事業本部長）、姜秀珍（製作協作本部長）。

#### 電視劇製作
- 金秘書為何那樣
- Imitation
- Dr. Brain
- 社內相親
- 六本木Class
- 京城怪物
- 惡中之惡
- 京城怪物2
- 無人島的Diva

#### 綜藝製作
- 喜歡的話請響鈴咔！咔！咔！（wavve）
- 喪屍宇宙（Netflix）

#### 所屬導演
- 吳潤煥（製作總監）
- 權海春（《My Little Television》）
- 朴振京（《Dunia 初次遇見的世界》《My Little Television》）
- 李宰錫（《My Little Television》《Change Days》）

#### 旗下業務
| Media娛樂部門旗下業務 |                                     | |
| 領域                  | 公司                                | 代表人物／作品 |
| 藝人經紀管理          | BH娛樂 （100%持股）                 | 演员：李炳憲、高洙、李陣郁、秋瓷炫、韓佳人、韓孝周、韓志旼、朴寶英、金高銀、鄭宇、李熙俊、朴珍榮 |
| 藝人經紀管理          | Management SOOP （100%持股）        | 演员：孔劉、全道嬿、孔曉振、徐玄振、金材昱、鄭有美、南志鉉、裴秀智、南柱赫、金玟周 |
| 藝人經紀管理          | J Wide Company （100%持股）         | 演员：李寶英、李相侖、崔丹尼爾、金素妍、李清娥 |
| 藝人經紀管理          | Awesome娛樂 （100%持股）            | 演员：朴敘俊、金裕貞、裴賢聖、Yura |
| 藝人經紀管理          | VAST娛樂 （100%持股）               | 演员：玄彬、李沇熹 |
| 藝人經紀管理          | King Kong by STARSHIP （100%持股）  | 演员：李美妍、宋承憲、柳演錫、高雅羅、李光洙、李棟旭、金汎、柳惠英、申承浩、蔡秀彬 |
| 藝人經紀管理          | Ready娛樂 （100%持股）              | 金羅溫、辛載恩 |
| 影像内容制作          | Mega Monster （94.14%持股）         | - 電視劇：心連心、不哭鳥、我們分手了、家和萬事成、赤月青日、觸及真心、危險的約定、契約友情、媽媽出軌了、消防局旁的警察局、消防局旁的警察局2, 螳螂 - 綜藝：Miss Back、和螞蟻玩耍的織布娘 - 編劇：金伊英、南相旭、闵智恩、朴镇表、尹成熙、趙恩貞 - 導演：吴尚原 |
| 影像内容制作          | Logos Film （100%持股）             | - 電視劇：梦想的屏幕、天國的階梯、愛在哈佛、來去海邊、愛情需要奇蹟、天國的樹、可惡的女人們、我人生最後的緋聞、你笑了、Road No. 1、能聽見我的心嗎？、來了來了終於來了、女人的色彩、天上花園熊背嶺、Happy Ending、順藤而上的你、好醫生、她的神話、心情好的日子、Remember－兒子的戰爭、Oh My 錦朏、金科長、Cross、武法律師、清日電子李小姐、抓住幽靈、黑道律師文森佐、菜鳥警察、軍檢察官多伯曼 - 舞台劇：急售！幸福公寓1004號、親愛的朗德里 - 演員：俞泰雄、金泰勛 - 編劇：尹賢浩 - 導演：曹圭章、陳昌奎、高奉秀 |
| 影像内容制作          | Story & Pictures Media （100%持股） | - 電視劇：Misty、羅曼史是別冊附錄、愛我的間諜、都市男女的愛情法、青春月譚、京城怪物、Killer Queen、夫妻两人都在玩、京城怪物2、虽然不是英雄！ - 編劇：鄭賢貞、姜銀慶、馬珍媛、權音美、帝璘、李智敏、李圣恩 |
| 影像内容制作          | Baram Pictures （100%持股）         | - 電視劇：屍戰朝鮮：雅信傳、智異山、明星經紀人生存記、盜賊：刀之聲、較量人生、惡中之惡、陌生人、無人島的Diva、您辛苦了 - 電影：記憶之夜 - 編劇：朴惠蓮、李新華、金露丽、张珉锡、薛俊锡、李在坤、全英信 - 導演：金元錫、河侖材 |
| 影像内容制作          | Kross Pictures （100%持股）         | - 電視劇：Dr. JIN、隱藏身份、奶酪陷阱、心靈的聲音、心靈的聲音：Reboot、社內相親、Again My Life、六本木Class、不要活着、第N次恋爱、明天也上班！、狮子女皇、偶然发现的7月 - 電影：视线 |
| 影像内容制作          | Moonlight Film （81%持股）          | - 電視劇：毒梟聖徒 - 電影：群盗：民乱的时代、檢察官外傳、保安官、特工、钱、阴橱、我记得、终极对弈 - 導演：尹钟彬 |
| 影像内容制作          | SANAI Pictures （81%持股）          | - 電視劇：惡中之惡、Bulk - 電影：新世界、当男人恋爱时、無賴漢、大虎、檢察官外傳、阿修罗、保安官、特工、Okay! 夫人、獵首密令、夜行、Cross、禍亂 |
| 影像内容制作          | Zip Cinema （100%持股）             | - 電影：那家伙的聲音、尋找幸福的日子、西洋古董洋菓子店、我的愛在我身邊、田禹治、超能力者、我妻子的一切、監視者們、噗通噗通我的人生、黑祭司們、金融决戰、金色梦乡、國家破產之日、＃ALIVE、嬰兒轉運站、意外、告别 |
| 影像内容制作          | Cradle Studio （51%持股）           | - 電視劇：Barnie和哥哥们、秘密之间 |
| 影像内容制作          | OOTB （100%持股）                   | |
| 影像内容制作          | Antenna Plus                        | |
| 影像内容制作          | Kakao Entertainment Asia            | - Path Mobile（印尼）（100%持股） - Studio Orange（泰國） - Studio Phoenix（泰國） |
| 创作团体              | gleline （70%持股）                 | |
| 内容营销              | GRAYGO （100%持股）                 | - Maison de Baja（100%持股） - Clove Club（100%持股） |
| 内容营销              | Dolphiners Films （100%持股）       | |
| 内容营销              | STUDIOK110 （100%持股）             | |
| 内容营销              | PAGE LAB Inc. （79%持股）           | |
| 内容营销              | Glink Media                         | |

### Music娛樂部門
原MelOn及Kakao M部分業務，負責音樂、演出的製作和流通。核心人物包括金英錫（音樂部門總監）、李宰旭（MelOn部門總監）、趙恩英（MelOn服務本部長）、陳榮佑（MelOn事業本部長）、宋宥京（MelOn戰略集團總監）。

#### 旗下藝人
- Big Mama
- GOMAK BOYS（고막소년단）

#### 旗下業務
| Music娛樂部門旗下業務 |                              |                                                                                                  |
| 領域                  | 公司                         | 代表人物／作品                                                                                   |
| 專輯／音源流通        | MelOn                        |                                                                                                  |
| 音樂頒獎禮            | MelOn音樂獎                  |                                                                                                  |
| 藝人經紀管理          | EDAM娛樂 （52.5%持股）       | IU、WOODZ                                                                                        |
| 藝人經紀管理          | STARSHIP娛樂 （59.73%持股）  | MONSTA X、宇宙少女、CRAVITY、IVE、KiiiKiii                                                       |
| 藝人經紀管理          | High Up娛樂 （40%持股）      | 黑眼必勝、STAYC                                                                                  |
| 藝人經紀管理          | Antenna （57.93%持股）       | 劉在錫、圭賢、李美珠、梁世燦、李瑞鎮                                                             |
| 藝人經紀管理          | SM娛樂 （40.28%持股）        | BoA、東方神起、Super Junior、少女時代、SHINee、EXO、Red Velvet、NCT、aespa、RIIZE、Hearts2Hearts |
| 演出製作              | Show Note （100%持股）       |                                                                                                  |
| 影像内容流通          | 1theK                        |                                                                                                  |
| 影像内容流通          | 1theK Originals              |                                                                                                  |
| 影像内容流通          | 노래는 듣고 다니냐 Norae_ing |                                                                                                  |

### Story娛樂部門
原Kakao Page，負責網絡漫畫、網絡小說等內容的製作，以及平台事業。核心人物包括黃賢洙（Story部門代表）、朴鍾哲（全球事業部門代表）、姜正求（全球事業室長）、樸政瑞（網絡漫畫總監）、柳貞慧（市場部本部長）。

#### 旗下業務
| Story娛樂部門旗下業務 |                        |                                            |
| 領域                  | 公司                   | 代表人物／作品                             |
| 網絡小說連載          | KakaoPage Stage        |                                            |
| 韓國流通平台          | KAKAO WEBTOON          |                                            |
| 韓國流通平台          | KaKaopage              |                                            |
| 海外流通平台          | Tapas Entertainment    | - Tapas Media - Radish Media - Wuxia World |
| 海外流通平台          | KAKAO WEBTOON          |                                            |
| 海外流通平台          | Kross Komics           |                                            |
| 内容製作／出版        | Novel Comics           | - Yeondam - 판시아                         |
| 内容製作／出版        | Samyang C&C            |                                            |
| 内容製作／出版        | Daon Creative          |                                            |
| 内容製作／出版        | RS Media               |                                            |
| 内容製作／出版        | KW Books               |                                            |
| 内容製作／出版        | Legend Aries           |                                            |
| 内容製作／出版        | Intime                 |                                            |
| 内容製作／出版        | Feeyeon Management     |                                            |
| 内容製作／出版        | Super Comics Studio    |                                            |
| 内容製作／出版        | Next Level Studio      |                                            |
| 内容製作／出版        | Soundist Entertainment |                                            |
| 内容製作／出版        | Kiwi Vine              |                                            |
| 内容製作／出版        | Add Page               |                                            |

## 公司資產

### 建物
- 首爾正石大樓：M Company位於三成洞的總部
- STAR-HILL大樓：M Company在三成洞奉恩寺路（朝鲜语：봉은사로）的建物，Play M娛樂、Flex M及Cre.ker娛樂的總部皆坐落於此[34]

### 網路資產
- 1theK
  - 1theK Originals（英语：1theK Originals）
  - 1theK Style（即將推出）
- KakaoPage（英语：KakaoPage）
  - KakaoPage Indonesia（印尼）（前身為Neobazar）
- KakaoTV[35]
- Kakao Webtoon（英语：Kakao Webtoon）
  - Kakao Webtoon（韓國）（前身為 Daum Webtoon）[36]
  - Kakao Webtoon（印尼，2024年宣布服務終止，平台僅提供閱覽功能，不再更新漫畫）
  - Kakao Webtoon（中華民國，2024年宣布服務終止，平台僅提供閱覽功能，不再更新漫畫，預定2025年 11 月 27 日關閉平台）
  - Kakao Webtoon（泰國）
- Melon[14]（自2021年9月起）
- Muse（行動剪輯App）
- Radish[31]（美國）
- Tapas Media[31]（美國）